# Campionati russi di ski cross 2017
I Campionati russi di ski cross 2017 si sono svolti a Miass il 24 marzo. Il programma ha incluso sia la gara femminile che la gara maschile. 
Trattandosi di competizioni valide anche ai fini del punteggio FIS, vi hanno partecipato anche sciatori di altre federazioni, senza che questo consentisse loro di concorrere al titolo nazionale russa.

## Risultati

### Uomini
| Pos. | Atleta            | Nazione |
| ---- | ----------------- | ------- |
| 1    | Igor Omelin       | Russia  |
| 2    | Semen Denshchikov | Russia  |
| 3    | Kirill Gladkov    | Russia  |
| 4    | Kirill Merenkov   | Russia  |

### Donne
| Pos. | Atleta                | Nazione |
| ---- | --------------------- | ------- |
| 1    | Anastasiia Chirtcova  | Russia  |
| 2    | Ekaterina Maltseva    | Russia  |
| 3    | Victoria Zavadovskaya | Russia  |
| 4    | Mayya Averyanova      | Russia  |